# Samisoni Langi

a Compétitions nationales et continentales officielles uniquement.

b Matchs officiels uniquement.
Samisoni Langi, né le 11 juin 1993 à Auburn (Australie), est un joueur de rugby à XIII australien d'origine tongienne évoluant au poste de demi d'ouverture, de centre, de deuxième ligne ou de troisième ligne. Il commence sa carrière en National Rugby League aux Roosters de Sydney en 2013 en y prenant part à trois rencontres de NRL. Il ne parvient pas à se faire une place en NRL et décide en 2017 de rejoindre la Super League en signant pour les Centurions de Leigh. Ce dernier étant relégué en Championship, Langi rejoint la franchise française des Dragons Catalans en 2018.
Parallèlement, il dispute trois éditions de Coupe du monde, deux avec la sélection tongienne en 2013 et 2017, et une avec la sélection française en 2021.

## Biographie
Samisoni Langi est né à Auburn (Australie) et est d'origine tongienne. Il joue dans ses jeunes années au rugby à XIII aux Berala Bears. Il est rapidement repéré comme un espoir australien puisqu'il intègre la sélection junior de l'équipe d'Australie.
Jouant tout d'abord avec les juniors de Bulldogs de Canterbury-Bankstown, il rejoint par la suite les juniors des Roosters de Sydney. Il fait ses débuts internationaux avec les Tonga le 20 avril 2013 contre les Samoa et y est désigné homme du match avec quatorze points inscrits. Il effectue cette même année 2013 ses débuts en National Rugby League avec les Roosters en disputant trois rencontres tout en performant avec l'équipe juniors des Roosters. Il est logiquement sélectionné avec les Tonga pour la Coupe du monde où titulaire il dispute les trois matchs de sa sélection dans cette compétition, cependant les Tonga sont éliminés dès le premier tour.
Il intègre par la suite l'équipe réserve des Roosters mais n'effectue aucune apparition en NRL malgré des matchs internationaux disputés avec les Tonga. Il rejoint en 2016 l'équipe réserve des Rabbitohs de South Sydney mais il subit une grave blessure des ligaments croisé antérieur l'éloignant des terrains pendant quelques mois. En 2017, les Panthers de Penrith le recrutent sans que Langi connaisse plus de réussite pour une apparition en NRL. Finalement, il opte pour un départ en Super League en signant pour les Centurions de Leigh courant 2017 où il prend à neuf rencontres, mais ces derniers sont relégués en Championship en fin de saison à la suite de leur défaite contre les Dragons Catalans dans le match décisif pour le maintien du club en Super League. Il est sélectionné malgré cela en équipe des Tonga pour prendre part à sa seconde Coupe du monde où les Tonga atteignent les demi-finales, sans que Langi ne dispute une rencontre. Il annonce durant la compétition son arrivée en France aux Dragons Catalans.*
Arrivé pour la saison 2018 aux Dragons Catalans, il se fait une place rapidement dans l'effectif et est régulièrement appelé par Steve McNamara. Polyvalent, il alterne entre les positions de demi de mêlée, de demi d'ouverture et de centre. Il remporte cette saison là le titre de Challenge Cup où il est titulaire en charnière avec Josh Drinkwater. Lors de la saison 2019, il est le joueur ayant disputé le plus de rencontres avec les Dragons.

## Palmarès
- Collectif :
  - Vainqueur de la Challenge Cup : 2018 (Dragons Catalans).
  - Finaliste de la Super League : 2021 (Dragons Catalans).

### Détails en sélection
| Matchs internationaux de Samisoni Langi                | Matchs internationaux de Samisoni Langi | Matchs internationaux de Samisoni Langi | Matchs internationaux de Samisoni Langi | Matchs internationaux de Samisoni Langi | Matchs internationaux de Samisoni Langi | Matchs internationaux de Samisoni Langi | Matchs internationaux de Samisoni Langi | Matchs internationaux de Samisoni Langi | Matchs internationaux de Samisoni Langi | Matchs internationaux de Samisoni Langi | Matchs internationaux de Samisoni Langi |
|                                                        | Date                                    | Adversaire                              | Résultat                                | Compétition                             | Poste                                   | Points                                  | Essais                                  | Pen.                                    | Drops                                   |                                         |                                         |
| ------------------------------------------------------ | --------------------------------------- | --------------------------------------- | --------------------------------------- | --------------------------------------- | --------------------------------------- | --------------------------------------- | --------------------------------------- | --------------------------------------- | --------------------------------------- | --------------------------------------- | --------------------------------------- |
| 1.                                                     | 20 avril 2013                           | Samoa                                   | 36-4                                    | Amical                                  | Demi d'ouverture                        | 14                                      | 2                                       | 4                                       | 0                                       |                                         |                                         |
| 2.                                                     | 29 octobre 2013                         | Écosse                                  | 24-26                                   | Coupe du monde                          | Demi d'ouverture                        | 4                                       | 0                                       | 2                                       | 0                                       |                                         |                                         |
| 3.                                                     | 5 novembre 2013                         | Îles Cook                               | 22-16                                   | Coupe du monde                          | Demi d'ouverture                        | 6                                       | 0                                       | 3                                       | 0                                       |                                         |                                         |
| 4.                                                     | 10 novembre 2013                        | Italie                                  | 16-0                                    | Coupe du monde                          | Demi d'ouverture                        | 4                                       | 0                                       | 2                                       | 0                                       |                                         |                                         |
| 5.                                                     | 19 octobre 2014                         | Papouas.-Nlle-Guinée                    | 18-32                                   | Amical                                  | Demi d'ouverture                        | 0                                       | 0                                       | 0                                       | 0                                       |                                         |                                         |
| 6.                                                     | 2 mai 2015                              | Samoa                                   | 16-18                                   | Amical                                  | Demi d'ouverture                        | 0                                       | 0                                       | 0                                       | 0                                       |                                         |                                         |
| 7.                                                     | 7 mai 2016                              | Samoa                                   | 6-18                                    | Amical                                  | Demi de mêlée                           | 0                                       | 0                                       | 0                                       | 0                                       |                                         |                                         |
| Matchs internationaux de Samisoni Langi avec la France |                                         |                                         |                                         |                                         |                                         |                                         |                                         |                                         |                                         |                                         |                                         |
|                                                        | Date                                    | Adversaire                              | Résultat                                | Compétition                             | Poste                                   | Points                                  | Essais                                  | Pen.                                    | Drops                                   |                                         |                                         |
| 1.                                                     | 17 octobre 2022                         | Grèce                                   | 34-12                                   | Coupe du monde                          | Centre                                  | -                                       | -                                       | -                                       | -                                       |                                         |                                         |
| 2.                                                     | 22 octobre 2022                         | Angleterre                              | 18-42                                   | Coupe du monde                          | Centre                                  | -                                       | -                                       | -                                       | -                                       |                                         |                                         |
| 3.                                                     | 30 octobre 2022                         | Samoa                                   | 4-62                                    | Coupe du monde                          | Centre                                  | -                                       | -                                       | -                                       | -                                       |                                         |                                         |

### En club

#### Statistiques
| Saison    | Club | Compétition                                                                                                 | Matchs | Points | Essais | Goals | Drops |
| --------- | --- | --- | --- | --- | --- | --- | --- |
| 2013      | Sydney Roosters                                                                                             | National Rugby League                                                                                       | 3 | 0 | 0 | 0 | 0 |
| 2014-2016 | A évolué dans les équipes réserves des Roosters de Sydney, Rabbitohs de South Sydney et Panthers de Penrith | A évolué dans les équipes réserves des Roosters de Sydney, Rabbitohs de South Sydney et Panthers de Penrith | A évolué dans les équipes réserves des Roosters de Sydney, Rabbitohs de South Sydney et Panthers de Penrith | A évolué dans les équipes réserves des Roosters de Sydney, Rabbitohs de South Sydney et Panthers de Penrith | A évolué dans les équipes réserves des Roosters de Sydney, Rabbitohs de South Sydney et Panthers de Penrith | A évolué dans les équipes réserves des Roosters de Sydney, Rabbitohs de South Sydney et Panthers de Penrith | A évolué dans les équipes réserves des Roosters de Sydney, Rabbitohs de South Sydney et Panthers de Penrith |
| 2017      | Penrith Panthers                                                                                            | National Rugby League                                                                                       | 0 | 0 | 0 | 0 | 0 |
| 2017      | Leigh Centurions                                                                                            | Super League                                                                                                | 9 | 4 | 1 | 0 | 0 |
| 2018      | Dragons Catalans                                                                                            | Super League                                                                                                | 18 | 4 | 1 | 0 | 0 |
| 2018      | Dragons Catalans                                                                                            | Challenge Cup                                                                                               | 3 | 0 | 0 | 0 | 0 |
| 2019      | Dragons Catalans                                                                                            | Super League                                                                                                | 27 | 20 | 5 | 0 | 0 |
| 2019      | Dragons Catalans                                                                                            | Challenge Cup                                                                                               | 1 | 0 | 0 | 0 | 0 |